# 林格尔斯多夫-尼德拉布斯多夫
林格尔斯多夫-尼德拉布斯多夫是奥地利下奥地利州根瑟恩多夫县的一个市镇。总面积32.46平方公里，总人口1392人，人口密度42.9人/平方公里（2005年）。